# Карлайл (остров)
Карлайл (алеут. Kigalĝa, англ. Carlisle Island) — один из Четырёхсопочных островов. Административно остров относится к американскому штату Аляска.

## География
Карлайл скалистый необитаемый остров округлой формы диаметром около 6 км. Находится в 9 км к северо-востоку от острова Герберт. На острове находится конический одноимённый стратовулкан. Наивысшая точка 1610 м над уровнем моря. Климат на острове холодный морской, с частыми туманами и осадками.